# Na počátku bylo kolo
Na počátku bylo kolo (nazývané také Vědeckotechnická revoluce nebo Letící) je reliéf od akademického sochaře Pavla Drdy (nar. 1953), který se nachází na VŠB – Technická univerzitě Ostrava v Ostravě-Porubě v Moravskoslezském kraji. Spoluautorem díla je Martin Ceplecha.

## Popis a historie díla

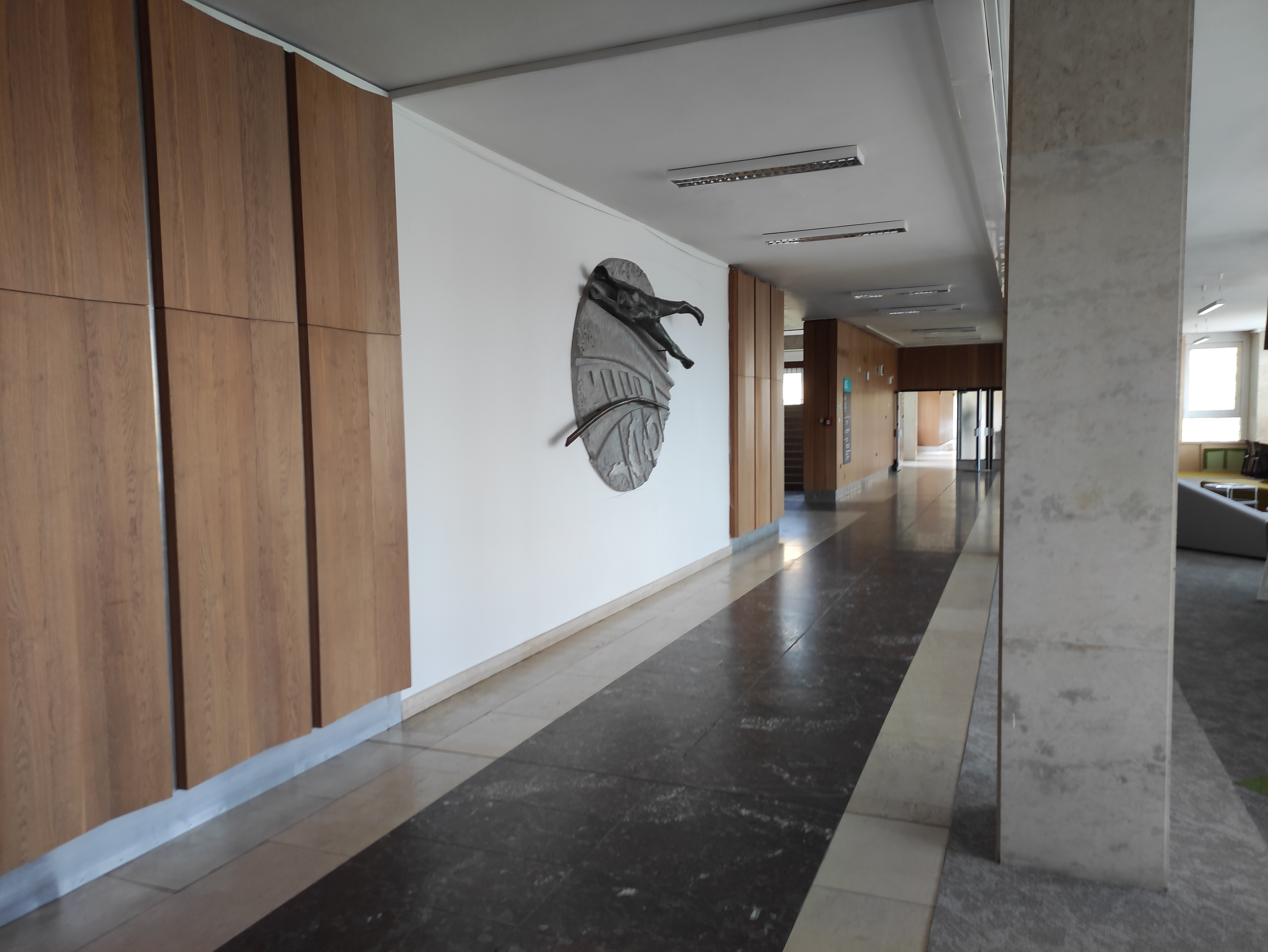

Kruhový reliéf z laminátu a pocínovaného měděného plechu je umístěn v interiéru v respiriu Ústřední knihovny VŠB – Technická univerzity Ostrava a je součásti je součástí veřejně přístupných sbírek Univerzitního muzea VŠB – Technické univerzity Ostrava. Kruhový laminátový reliéf na pozadí pracuje s motivem ozubených kol, vepsaným rokem 2000. V popředí je figurativní reliéfní kovový prvek nahého muže ve skoku nebo letu a laťky krerou zdolává. Symbolickým tématem je tedy i přelom století a milénia slibující nová očekávání. Autor se také inspiroval písní Civilizace od Jiřího Voskovce a Jana Wericha  z 30. let 20. století. Dílo s rozměry 2x2,6 m vznikalo v letech 1987 až 1990. Instalace byla provedena v roce 1990.